# میرزا حق‌وردی‌لی
میرزا حق‌وردی‌لی (به لاتین: Mirzəhaqverdili) یک منطقه مسکونی در جمهوری آذربایجان است که در شهرستان آغجه‌آباد واقع شده است. میرزا حق‌وردی‌لی ۴۶۶ نفر جمعیت دارد.